# 塔达苏尼
塔达苏尼（義大利語：Tadasuni），是意大利奥里斯塔诺省的一个市镇。总面积4.62平方公里，人口189人，人口密度40.9人/平方公里（2009年）。ISTAT代码为095064。